# Zygmunt Kozubski
Zygmunt Kozubski (ur. 30 grudnia 1886 w Sieprawiu, zm. 15 kwietnia 1952 we Wrocławiu) – polski ksiądz, profesor Uniwersytetu Warszawskiego, dziekan Wydziału Teologii Katolickiej tej uczelni w latach 1926–1927 i 1930–1931.

## Życiorys
Urodził się w ubogiej rodzinie chłopskiej, był synem Wojciecha i Marianny z Pilchowskich. W latach 1897–1905 uczył się w krakowskim Gimnazjum św. Anny, następnie studiował w seminarium duchownym, teologię na Uniwersytecie Lwowskim i na Uniwersytecie w Innsbrucku, gdzie w 1911 uzyskał doktorat z teologii. W 1909 przyjął święcenia kapłańskie.
Po powrocie do kraju pracował w C. K. Gimnazjum w Gródku Jagiellońskim (1911–1922), gdzie był katechetą i uczył śpiewu. 22 lutego 1917 otrzymał tytuł c. k. profesora. Podczas wojny polsko-bolszewickiej jako kapelan pomocniczy przy szpitalu wojskowym i w garnizonie w Gródku Jagiellońskim przez cały rok 1920. 31 stycznia 1921 został powołany do pełnienia obowiązków kierownika tego gimnazjum do czasu mianowania dyrektora (w tym samym roku został nim Józef Kurcz). Później pracował w V Państwowym Gimnazjum im. Hetmana Stanisława Żółkiewskiego we Lwowie (1922). W 1922 prowadził wykłady z socjologii na Wydziale Teologicznym Uniwersytetu Jana Kazimierza, gdzie się habilitował w tymże roku. W 1923 przeniósł się do Warszawy, gdzie rozpoczął pracę jako zastępca profesora teologii moralnej szczegółowej i pastoralnej na Wydziale Teologii Katolickiej Uniwersytetu Warszawskiego. W 1924 został profesorem nadzwyczajnym, a w 1936 zwyczajnym.
W latach 20. i 30. XX wieku mieszkał w Domu Profesorów przy ul. Nowy Zjazd 5 w Warszawie. Należał do Stowarzyszenia Mieszkaniowego Spółdzielczego Profesorów Uniwersytetu Warszawskiego.
W czasie okupacji brał udział w tajnym nauczaniu, jako wykładowca teologii moralnej. Pod koniec wojny był rektorem akademickiego kościoła św. Anny. Powstanie warszawskie przeżył w Warszawie, skąd przeszedł przez obóz w Pruszkowie. Po krótkim pobycie w Częstochowie wrócił do Warszawy, gdzie podjął pracę profesora na katedrze teologii moralnej ogólnej i etyki.
Zmarł nagle w 1952 we Wrocławiu. Został pochowany na tamtejszym cmentarzu św. Wawrzyńca.

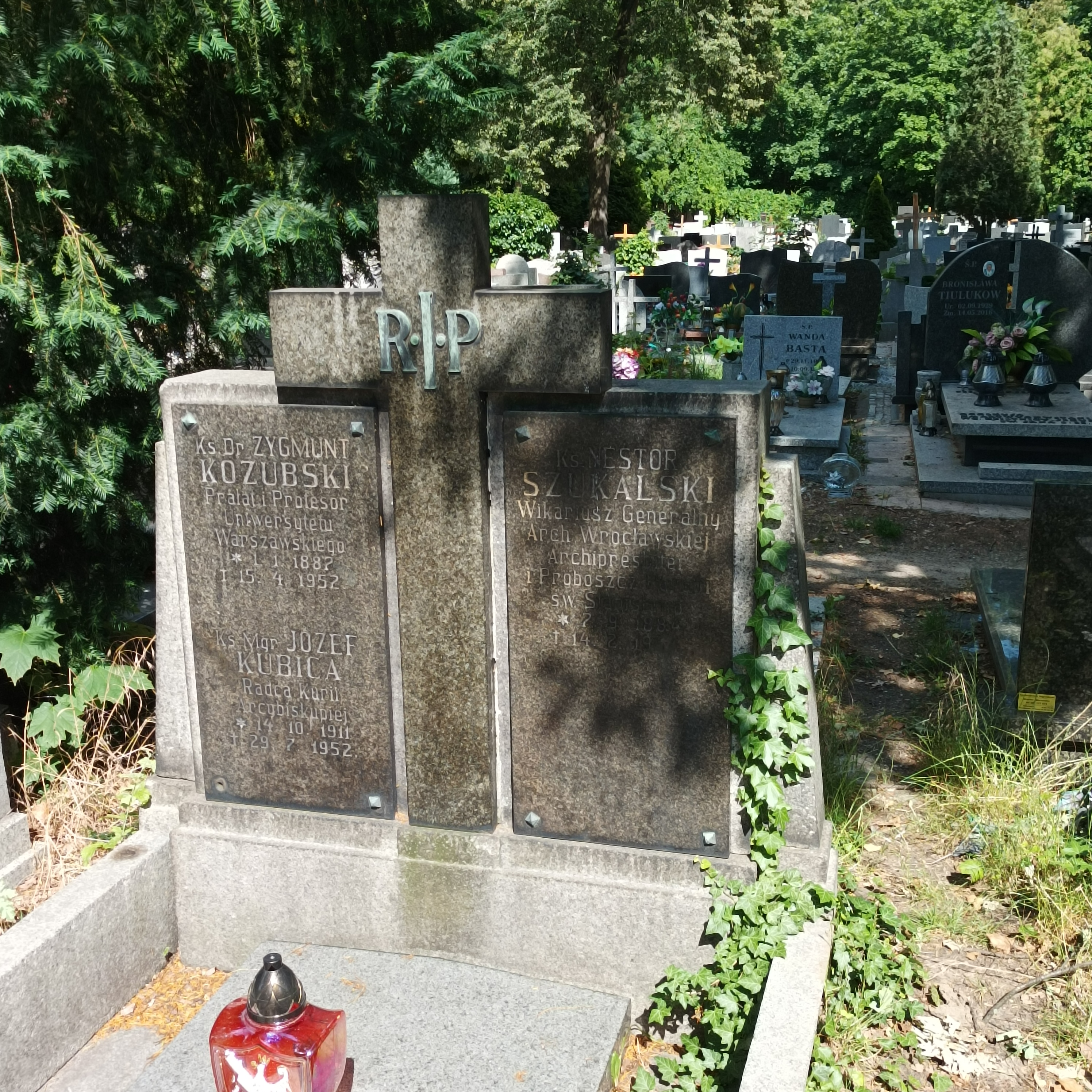
Grób ks. prof. Zygmunta Kozubskiego na cmentarzu św. Wawrzyńca we Wrocławiu

## Ważniejsze prace
- Wolność woli wobec zagadnień snu naturalnego, hipnozy i sugestii, 1924
- Fryderyk Nietzsche i jego etyka, 1924
- Sporty i tańce ze stanowiska etyki, 1927
- Problem potomstwa, 1930
- Geneza pojęć moralnych, 1930
- Podstawy etyki płciowej, 1939 (dalsze wydania w 1947 i 1955)
- Problem seksualny w ujęciu katolików, 1948
- Z dziejów genezy problemu seksualnego, 1949.

## Odznaczenia i wyróżnienia
- Krzyż Komandorski Orderu Odrodzenia Polski – pośmiertnie (1952, na wniosek Polskiego Komitetu Obrońców Pokoju za wybitne zasługi w pracy społecznej)[4]
- Złoty Krzyż Zasługi (1951, za zasługi położone w akcji walki o pokój)[5]
- Srebrny Krzyż Zasługi (1938)
- Brązowy Krzyż Zasługi (1938)
- Order Pro Ecclesia et Pontifice (1929, Watykan)[6]
- Godność papieskiego prałata domowego (1934)